# Кечкеметська вулиця
Кечкеметська вулиця (крим. Keçkemet soqağı) — вулиця в Київському районі міста Сімферополь. Названа на честь міста-побратима Кечкемет в Угорщині.

## Опис
Загальна протяжність вулиці становить 3.0 км.
Пролягає від з перехрестя з вулицями Київська та Гагаріна на Московської площі до перехрестя з проспектом Перемоги.
Прилучаються вулиці Садова, Смольна, Стрілкова, Куйбишева, Полюсна, Арабатська, Алтайська, Волочаївська, Каширіна, Судацька, Сельвінського, Новосергіївська, Миколаївська, Бела Куна, провулки Вишневий, Косогорний і Трамвайний.
Транспорт: автобуси № 6, 13, 62, 77 та 100, тролейбуси № 5 та 7.
На вулиці розташований Державний архів в Автономній Республіці Крим, універмаг «Крим», школа № 20, пожежна частина, ринок «Угорський», Кримський НДЦ інституту гідротехніки та меліорації.
Проходить мостом через річку Абдалка.

## Історія
Вулиця з'явилася у 1930-ті роки у селі Червона гірка під назвою Ромашкова. Перед Другою світовою війною село входить до складу Сімферополя, а після війни вулицю збільшують та розширюють.
13 квітня 1970 року вулицю перейменували на Кечкеметську на честь міста-побратима Сімферополя Кечкемета, та продовжили далі на схід по всій Новосергіївці до проспекту Перемоги.

## Рекомендована література
- Поляков В. Е. Улицы Симферополя. — Симферополь: Таврида, 1994.
- В. А. Широков «Симферополь. Улицы и дома рассказывают: История Симферополя».